# Меллер-Закомельский, Иван Иванович
Ива́н Ива́нович Ме́ллер (Иога́нн Гео́рг Мю́ллер), c 1789 года барон Меллер-Закомельский (нем. Johann Georg Müller; 1725—1790) — русский генерал немецкого происхождения, артиллерии генерал-аншеф, герой русско-турецкой войны 1787–1791 годов. Отец Егора, Петра  и Фёдора Меллер-Закомельских.

## Биография
Происходил из семьи Меллер — «немецкой нации мещан лютеранского закона». Службу начал в артиллерии канониром в 1739 году. В 1752 произведён в офицеры.
В 1759 году в чине подполковника принял участие в Семилетней войне и в 1762 за отличие при взятии Кольберга произведён в полковники, 22 сентября (3 октября) 1764 — в артиллерии генерал-майоры, а 21 апреля (2 мая) 1773 — в артиллерии генерал-поручики.
Назначенный в 1772 присутствовать в Канцелярии главной артиллерии и фортификации, скоро занял в ней первенствующее положение, а в 1783, после смерти светлейшего князя Григория Григорьевича Орлова, стал исполнять обязанности генерал-фельдцейхмейстера Артиллерийского корпуса с производством (24 ноября (5 декабря) 1783) в чин артиллерии генерал-аншефа.
С началом 2-й турецкой войны (1787—1791) был вызван Потёмкиным в Екатеринославскую армию, и по его плану велись осада и штурм Очакова. Награждён за взятие этой крепости орденами Святого Андрея Первозванного и Святого Георгия 2 класса (16 (27) декабря 1788).
В кампанию 1790 года он был поставлен во главе отдельного корпуса, назначенного для взятия крепости Килии, при штурме которой Иван Иванович Меллер-Закомельский был смертельно ранен и через 4 дня умер.

## Пожалование титула
Именным Высочайшим указом, от 30 июня (11 июля) 1789, артиллерии генерал-аншеф Иван Иванович Меллер возведён, с нисходящим его потомством, в баронское достоинство Российской империи, с наименованием Меллер-Закомельский. Указом 16 (27) мая 1790 16 мая 1790 пожалован «во всемилостивейшем уважении на ревностную службу и труды» двумя частями (Бармутинской и Череухинской) Закомельской волости Усвятского староства Полоцкой губернии. Из рапорта Полоцкого наместнического правления следует, что:

«… по сообщению казённой палаты оказалось всего крестьянских мужеска пола 1776, а женска 1670, да сверх того в оных частях земян, Бармутинской, мужеска 3, женска 2, Череухинской мужеска 111 женска 96 итого мужеска 114, да женска 98 душ».

Этим же днём пожалован дипломом на баронское достоинство, в коем указано, чтобы барон Иван Иванович Меллер в дальнейшем потомственно именовался Меллером-Закомельским.